# Збуйна (гмина)
Збуйна (пол. Zbójna) — сельская гмина (волость) в Польше, входит как административная единица в Ломжинский повет, Подляское воеводство. Население — 4424 человека (на 2011 год). Административный центр гмины — деревня Збуйна.

## Демография
Данные по переписи 2011 года:
| Перепись            | Всего | Мужчины | Женщины |
| ------------------- | ----- | ------- | ------- |
| Всего               | 4424  | 2262    | 2162    |
| Городское население | 0     | 0       | 0       |
| Сельское население  | 4424  | 2262    | 2162    |

## Сельские округа
1. Бендушка
2. Дембники
3. Добры-Ляс
4. Гаврыхы
5. Гонтаже
6. Юрки
7. Кузе
8. Ляски
9. Осовец
10. Пянки
11. Пясутно-Желязне
12. Попёлки
13. Пореды
14. Руда-Осовецка
15. Сивики
16. Станиславово
17. Таборы-Жим
18. Вык
19. Збуйна

## Поселения
1. Бандзулька
2. Барще
3. Бжезины
4. Будники
5. Буды
6. Бзувка
7. Хаберки
8. Чарны-Конт
9. Длужево
10. Дукат
11. Дзедзице
12. Галки
13. Гжималы
14. Ягловец
15. Йенджеяки
16. Конт
17. Кокошки
18. Корвки
19. Красны-Борек
20. Менгош
21. Новогруд
22. Пажихы
23. Плёны
24. Поля
25. Посада
26. Сендровске
27. Сохы
28. Сосновы
29. Шляга
30. Здрембиско

## Соседние гмины
1. Гмина Кадзидло
2. Гмина Кольно
3. Гмина Лелис
4. Гмина Лысе
5. Гмина Малы-Плоцк
6. Гмина Мястково
7. Гмина Новогруд
8. Гмина Туросль